# Michael Jeter
Michael Jeter (Lawrenceburg, 26 augustus 1952 – Los Angeles, 30 maart 2003) was een Amerikaans acteur. Hij werd vijf keer genomineerd voor een Emmy Award, die hij in 1992 daadwerkelijk won voor zijn bijrol in de komedieserie Evening Shade. Hiervoor werd hij datzelfde jaar ook genomineerd voor een Golden Globe. Jeter won in 1990 tevens een Tony Award voor zijn rol in de musical Grand Hotel.
Jeter maakte in 1979 zijn acteerdebuut in Hair, de filmversie van de gelijknamige musical. Hij speelde in 35 films, en 9 televisiefilms. De laatste rol die hij speelde was zowel op televisie als in de (direct-naar-dvd-)film (Elmo's World: What Makes You Happy?) die van Mr. Noodle in de Amerikaanse versie van Sesamstraat.
Jeter was openlijk homoseksueel en liet bij zijn overlijden levenspartner Sean Blue achter. Hij werd overleefd door zijn beide ouders, broer en vier zussen. Hij was sinds 1997 Hiv-positief en had problemen met zowel alcohol als drugs. Hij overleed op 50-jarige leeftijd door verstikking als gevolg van een epileptisch insult.

## Filmografie
*Exclusief televisiefilms
| - Elmo's World: What Makes You Happy? (2007) - Mr. Noodle - Elmo's World: Pets! (2006) - Mr. Noodle - The Polar Express (2004) - Smokey/Steamer - Open Range (2003) - Percy - Welcome to Collinwood (2002) - Toto - Jurassic Park III (2001) - Mr. Udesky - The Gift (2000) - Gerald Weems - South of Heaven, West of Hell (2000) - Oom Jude - Kid Quick (2000) - Dibble - The Green Mile (1999) - Eduard Delacroix - Jakob the Liar (1999) - Avron - True Crime (1999) - Dale Porterhouse - Patch Adams (1998) - Rudy - Zack and Reba (1998) - Oras - Thursday (1998) - Dr. Jarvis - The Naked Man (1998) - Sticks Varona - Fear and Loathing in Las Vegas' (1998) - L. Ron Bumquist | - Race for Atlantis (1998) - Pindar - Mousehunt (1997) - Quincy Thorpe - Air Bud (1997) - Norm Snively - Waterworld (1995) - Oude Gregor - Drop Zone (1994) - Earl Leedy - Sister Act 2: Back in the Habit (1993) - Pater Ignatius - Bank Robber (1993) - Nachtwaker 1 - Just Like in the Movies (1992) - Vernon - The Fisher King (1991) - Dakloze cabaretzanger - Miller's Crossing (1990) - Adolph - Tango & Cash (1989) - Skinner - Dead Bang (1989) - Dr. Krantz - The Money Pit (1986) - Arnie - Zelig (1983) - Eerstejaars #2 - Soup for One (1982) - Mr. Kelp - Ragtime (1981) - Speciale verslaggever - My Old Man (1979, televisiefilm) - George Gardner - Hair (1979) - Sheldon |

## Televisieseries
*Exclusief eenmalige gastrollen
- Sesame Street - Mr. Noodle's broer, Mr. Noodle (2000-2008, drie afleveringen)
- The Wild Thornberrys - Biederman (1998-1999, drie afleveringen)
- Picket Fences - Peter Lebeck (1993-1995, drie afleveringen)
- Evening Shade - Herman Stiles (1990-1994, 79 afleveringen)
- Hothouse - Art (1988, zeven afleveringen)

- Biblioteca Nacional de España: XX1358284
- Bibliothèque nationale de France: cb14190546f (data)
- Gemeinsame Normdatei: 143583263
- International Standard Name Identifier: 0000 0001 1468 6910
- Library of Congress Control Number: n97850399
- MusicBrainz: b26acf1e-c956-4f48-9175-39382f293a7b
- Nationale Bibliotheek van Tsjechië: xx0182299
- Nationale Bibliotheek van Israël: 987007336588205171
- Nationale Bibliotheek van Polen: a0000001615546
- Nederlandse Thesaurus van Auteursnamen: 173023908
- SNAC: w65847t9
- Système universitaire de documentation: 17878768X
- Virtual International Authority File: 19891302
- WorldCat: E39PCjJf696RyjHtWCKPhfDrdP